# Ryanbacterales
Ryanbacterales es un orden de bacterias identificado en 2015 a través de análisis genómicos, al que usualmente se le asigna el rango de orden. Se incluye con grupos similares en la clase Paceibacteria, previamente conocida como candidato OD1. Se caracterizan por células extremadamente pequeñas, genomas reducidos y capacidades metabólicas limitadas, por lo que se piensa que viven como simbiontes en comunidades microbianas. Junto a otros grupos recientemente identificados de bacterias forma parte del amplio grupo CPR o Minisyncoccota que se estima constituye al menos un 15% de la diversidad bacteriana. El nombre del grupo ha sido puesto en honor al microbiólogo Julius Adler.